# Sorex samniticus
Sorex samniticus là một loài động vật có vú trong họ Chuột chù, bộ Soricomorpha. Loài này được Altobello mô tả năm 1926.